# Glicosídeo cianogénico
Glicosídeos cianogénicos são glicosídeos gerados pelos tecidos somáticos de múltiplas espécies de plantas nos quais  cumprem funções de defesa, já que estes metabolitos secundários das plantas ao serem hidrolizados por alguns enzimas libertam cianeto de hidrogénio, num processo designado por cianogénese.

## Descrição
Alguns "tipos biossintéticos" de glicosídeos cianogénicos parecem ter-se originado evolutivamente por diversas vezes, enquanto outros parecem ter aparecido uma única vez, tendo por isso uma distribuição restrita a alguns táxons de plantas estreitamente aparentados. 
Os «glicosídeos cianogénicos derivados dos aminoácidos ramificados» são comuns nas subfamílias Amygdaloideae e Maloideae das Rosaceae, sendo outros similares aos encontrados nas Fabaceae e Sapindaceae.
Os «glicosídeos cianogénicos derivados da tirosina» são comuns em muitas famílias de Magnoliales e Laurales.